# 馬薩亞

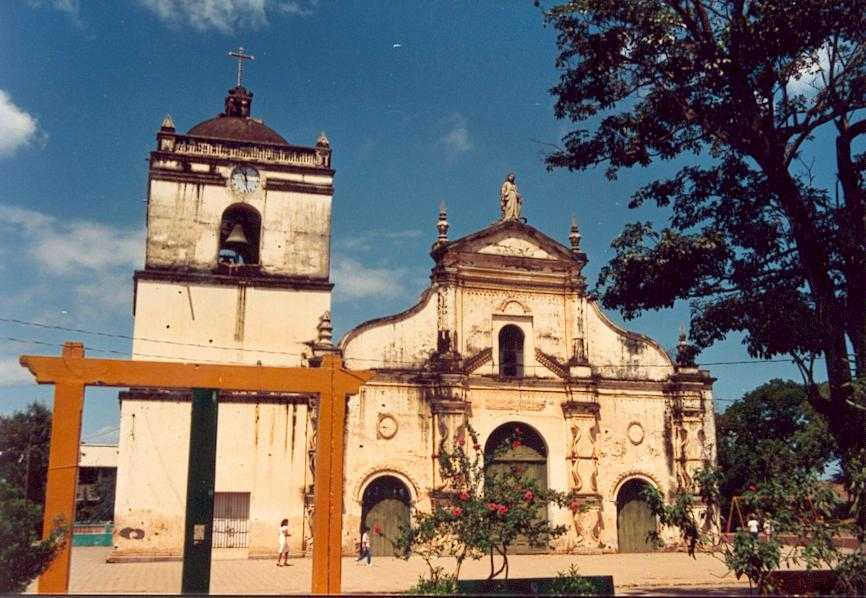
馬薩亞當地的聖母升天教堂

馬薩亞（Masaya）是尼加拉瓜的城市，也是馬薩亞省的首府，位於該國西部，距離首都馬納瓜31公里，面積142.6平方公里，海拔高度240米，2005年人口146,000，是該國第三大城市，人口密度為每平方公里1,023人。

## 外部連結
- Leicester Masaya website （页面存档备份，存于）

11°58′N 86°06′W / 11.967°N 86.100°W